# Апаріґраха
Апаріґра́ха — поняття індійської філософії, що означає відсутність прагнення до накопичення, один із приписів ями, першого щабля раджа-йоги, а також одна з п'яти обітниць ченця в джайнізмі.
Апаріґраха зазвичай означає обмеження вкрай необхідним. Садху не повинні володіти нічим.